# Херпангина
Херпангина, позната и као летњи грип, тродневна грозница, коксаки фарингитис  болест је узрокована коксакија А вирусима (серотипови 1 – 10, 16, 22), много ређе другим ентеровирусима.
Инфекција доводи до стварања везикуларних и улцеративних промена на слузокожи орофаринкса.
Већина случајева херпангине јавља се током лета и  углавном погађа  децу. Међутим, повремено се јавља и код адолесцената и одраслих. Први пут је описана 1920. године.
Херпангина иако носи овај назив, она је ентеровирусна болест која нема никакве везе са инфекцијом херпес вирусом или срчаним проблемом који се зове ангина.

## Епидемиологија
Углавном се јавља код деце, али погађа и новорођенчад, адолесценте и младе одрасле особе. Ентеровирусне инфекције су најчешће током лета и јесени у умереним климама и јављају се током целе године у тропским климама. 
Ентеровирусне инфекције се јављају широм света. Акутне смртоносне епидемије пријављене су у најмање пет делова света, а последња је описана у префектури Канагава, Јапан, 2007. године.

### Морталитет/морбидитет
Херпангина је типично блага и самоограничена болест.  Иако се већина деце код којих се развије херпангина опорави, болест је повремено компликована лезијама ЦНС-а и кардиопулмоналним застојем. Пријављени су смртни случајеви повезани са херпангином, првенствено код новорођенчади узраста од 6-11 месеци.
Значајно је да је херпангина повезана са потенцијалом за нежељене исходе трудноће.

### Пол
Херпангина не показује полну склоност.

### Старост
Херпангина најчешће погађа новорођенчад и малу децу узраста од 3-10 година. Херпангина је мање честа код адолесцената и одраслих.

## Етиопатогенеза
Узрокују га 22 серотипа ентеровируса, а најчешће се везује за серотип Коксаки B4 вируса. Херпангина се може јавити заједно са ентеровирусним егзантемом и бројним неуролошким стањима, укључујући асептични менингитис, акутну флакцидну парализу и енцефалитис.
Последњих година најчешће су сојеви коксаки вирус А16, ентеровирус 71 и коксаки вирус Б. Мање уобичајени узроци укључују еховирус, пареховирус 1 аденовирус и херпес симплекс вирус (ХСВ).  Ентеровирус 71 се појавио као важан јавни проблем, узрокујући тешке клиничке болести, енцефаломијелитис и потенцијално смрт код мале деце.  Ентеровируси који изазивају херпангину припадају породици Пикорнавиридае.
Изразити фенотип ентеровируса 71 изазива херпангину. Ово је у супротности са фенотипом Ентеровируса 71 који изазива енцефалитис , асептични менингитис , миокардитис , парализу сличну полиомијелитису и неонаталну сепсу . Чини се да фактори ризика за постинфективне неуролошке последице укључују миоклоничне трзаје преко 4 пута током ноћи. Старост млађа од 3 године и грозница која траје 3 дана или дуже су повезани са енцефалитисом код инфекције ентеровирусом 71.
Може се јавити билатерална, предња, цервикална лимфаденопатија , која је резултат инфекције задњег орофаринкса. Коксаки вирус А се може добити из назофаринкса, фецеса, крви, урина и цереброспиналне течности (ЦСФ). Након повлачења клиничких симптома, асимптоматска ентеровирусна инфекција може перзистирати у гастроинтестиналном тракту.
Резервоар инфекције и трансмисија
Вируси који изазивају херпангину обично се шире фекално-оралним путем, иако се могу ширити респираторним путем или путем фомита. Извори слатке воде (нпр језера) могу деловати као резервоари за пренос.
Инкубација
Херпангина обично има период инкубације од 4-14 дана. Виремија се јавља након инокулације и касније доводи до удаљених места инфекције.  Репликација вируса на овим секундарним местима доводи до карактеристичних клиничких симптома и орофарингеалних лезија. 
Инфекција у трудноћи
Иако је херпангина генерално блага болест код одраслих, инфекција током трудноће је повезана са херпангином која је повезана са 2,29, 1,67 и 1,63 пута повећаним ризиком за ниску порођајну тежину, превремени порођај и малу гестациону доб.

## Клиничка слика
Херпангина која најчешће погађа новорођенчад  и децу, клинички се карактерише:
- Папуле пречника 1 до 2 мм,  које постају везикуле са поцрвенелом ивицомизненадном појавом грознице са болом у грлу,

- главобољом,

- губитком апетита,

- честим болом у врату,

- честим повраћањем.

У наредна два дана од појаве првих симптома у устима и грлу се појављују сивкастих папула пречника 1 до 2 мм,  до 20 (у просеку 4 до 5 по пацијенту), које постају везикуле са поцрвенелом ивицом. Најчешће се јављају на ивици крајника, али и на меком непцу, крајницима, увули или језику. У наредна 24 сата промене прелазе у плитке чиреве, ретко >5 мм у пречнику, који зарасту за 1 до 7 дана.

## Дијагноза
Дијагноза се заснива на симптомима и знацима промена у устима. Потврђује се изоловањем вируса из промена у орофаринску или демонстрирањем повећања титра специфичних антитела, али се такви тестови углавном не препоручују.

## Диференцијална дијагноза
Диференцијално дијагностички требало би имати у виду поновљене афтозне улкусе који могу изгледати слично. Беднаров афтозни улкус се ретко може развити у ждрелу, али генерално није повезан са системским знацима и симптомима.
Херпетички стоматитис се јавља спорадично и изазива веће, трајније и бројније ране у орофаринксу од херпангине. 
Коксаки вирус А10 изазива лимфонодуларни фарингитис, који је сличан, осим што папулевременом постају беличасти до жућкасти нодули пречника 2 до 3 мм, а не везикуле и чиреви.
Друге болести и стања која треба искључити пре постављања дијагнозе укључују:
- херпетични екцем
- синдром токсичног шока
- морбили
- варичела
- Кавасакијева болест
- уједи инсеката
- пегава грозница стеновитих планина
- еритема мултиформе мајор

## Терапија
Херпангина се лечи симптоматски.Укључује правилну оралну хигијену (користећи меку четкицу за зубе и испирање сланом водом), конзумацију меке хране која не укључује киселу или слану храну и локалне мере (испирање хладном водом).

## Прогноза
Херпангина је генерално блага и самоограничена болест. Ако се правовремено примењују одговарајуће мере неге, изолација пацијената, адекватан унос хране и хидратација, болест се повлачи за мање од десет дана.
Симптоматско лечење пацијентове грознице и оралних лезија и пажљиво праћење развоја фебрилних напада код мале деце са високом температуром такође побољшавају прогнозу болести. 
Пацијенти код којих се развију озбиљне неуролошке компликације имају променљив ток, а прогноза је лоша у одређеним ситуацијама. Стога пацијенте треба пажљиво пратити због развоја компликација, укључујући млохаву парализу, менингитис/енцефалитис и миокардитис.

## Компликације
Компликације су ретке, јер је херпангина генерално благо стање, али неки узрочни микроорганизми, као што је ентеровирус 71, могу довести до следећих озбиљних компликација:
- енцефалитис можданог стабла,
- акутну флакцидну парализа,
- асептични менингитис
- миокардитис

Такви пацијенти се генерално сматрају критичним и захтевају хоспитализацију. У неким случајевима се саветује лечење у одељењима за интензивну негу.
Након прележане болести следи трајни имунитет на сој који је изазвао инфекцију, али су могуће поновне инфекције изазване другим коксаки вирусима групе А или другим ентеровирусима.